# Rudolf Wunderlich
Rudolf Wunderlich (* 10. März 1912 in Leipzig; † 5. April 1988 in Berlin) war ein deutscher Politiker und Antifaschist.

## Leben
Rudolf Wunderlich wurde in einer Leipziger Arbeiterfamilie geboren. Mit 5 Jahren wurde er Vollwaise und kam in ein städtisches Pflegehaus, wo er von Frauen aus dem Königin-Luise-Bund erzogen wurde. Nach der Volksschule begann er 1926 eine Schriftsetzerlehre und wurde in ein Lehrlingsheim gebracht. Ostern 1926 wurde er Mitglied der Gewerkschaft, im Sommer 1928 der Naturfreundejugend, im Dezember 1928 des Kommunistischer Jugendverband Deutschlands (KJVD). Ende November 1930 wurde er aus dem KJVD ausgeschlossen und war dann in der Kommunistische Jugend-Opposition und KPD-Opposition (KPDO) aktiv. Er engagierte sich in der deutschen Arbeiterbewegung als Arbeitersportler.
Nach dem Januar 1933 begann beteiligte er sich an der illegalen Arbeit für die KPDO bei der Herstellung der illegalen KPDO-Presse und als Kurier bei der Verteilung in Westsachsen. Am 14. September 1933 wurde er auf einer Kurierfahrt in Zeitz verhaftet, und es begann seine lange Wanderung durch die Zuchthäuser und Konzentrationslager des Dritten Reiches. Am 8. November 1933 wurde er zum ersten Mal verurteilt: 1 Jahr Zuchthaus, 5 Jahre Ehrverlust. Nach der Entlassung aus dem Zuchthaus Kassel-Wehlheide nahm er seine illegale Arbeit bald wieder auf und wurde ein Jahr später erneut verhaftet. Die neue Strafe von 3 Jahren Zuchthaus und 4 Jahren Ehrverlust verbüßte er im Zuchthaus Waldheim und im KZ Aschendorfermoor. Von dort kam er am 28. März 1939 in das KZ Sachsenhausen. 1942 wurde er in das KZ-Außenlager Lichterfelde verlegt und wurde der erste Lagerälteste des Lagers. Von dort gelang ihm am 10. Juni 1944 wegen chaotischer Verhältnisse in Berlin die Flucht. Er lebte dann dank Unterstützung illegal in Berlin und Leipzig bis zur Befreiung.
In der nachfolgenden Illegalität, die bis zur Befreiung Ende April 1945 andauerte, verfasste Rudi Wunderlich einen faktenreichen Bericht über seine Haftzeiten.
1945 nahm die KPD ihn ohne Bedenken und Vorbehalte auf und gab ihm eine Position mit Verantwortung im neuen Staatsapparat der DDR. Aber die „Säuberung“ von ehemaligen KPDO-Genossen machte auch vor Wunderlich nicht Halt; er wurde bald abgeschoben. Als in den fünfziger Jahren Robert Havemann bereits verdächtig war, lud ihn Wunderlich als Sekretär des zuständigen Komitees der antifaschistischen Widerstandskämpfer trotzdem 1955 zu einer Gedenkfeier ins Zuchthaus Brandenburg ein, weil auch er dort jahrelang gesessen hatte. Dafür rächte sich die SED, indem sie ihn sofort ablösen ließ. Er hielt weiterhin Vorträge über Faschismus und Krieg und war mit initiativ für die Schaffung der KZ-Gedenkstätten.
Doch trotz dieser ständigen Behinderung durch die engstirnigen DDR-KP-Funktionäre blieb er überzeugter Kommunist und vertrat seine kritischen Positionen, wo immer er zu Wort kam.

## Rezeption

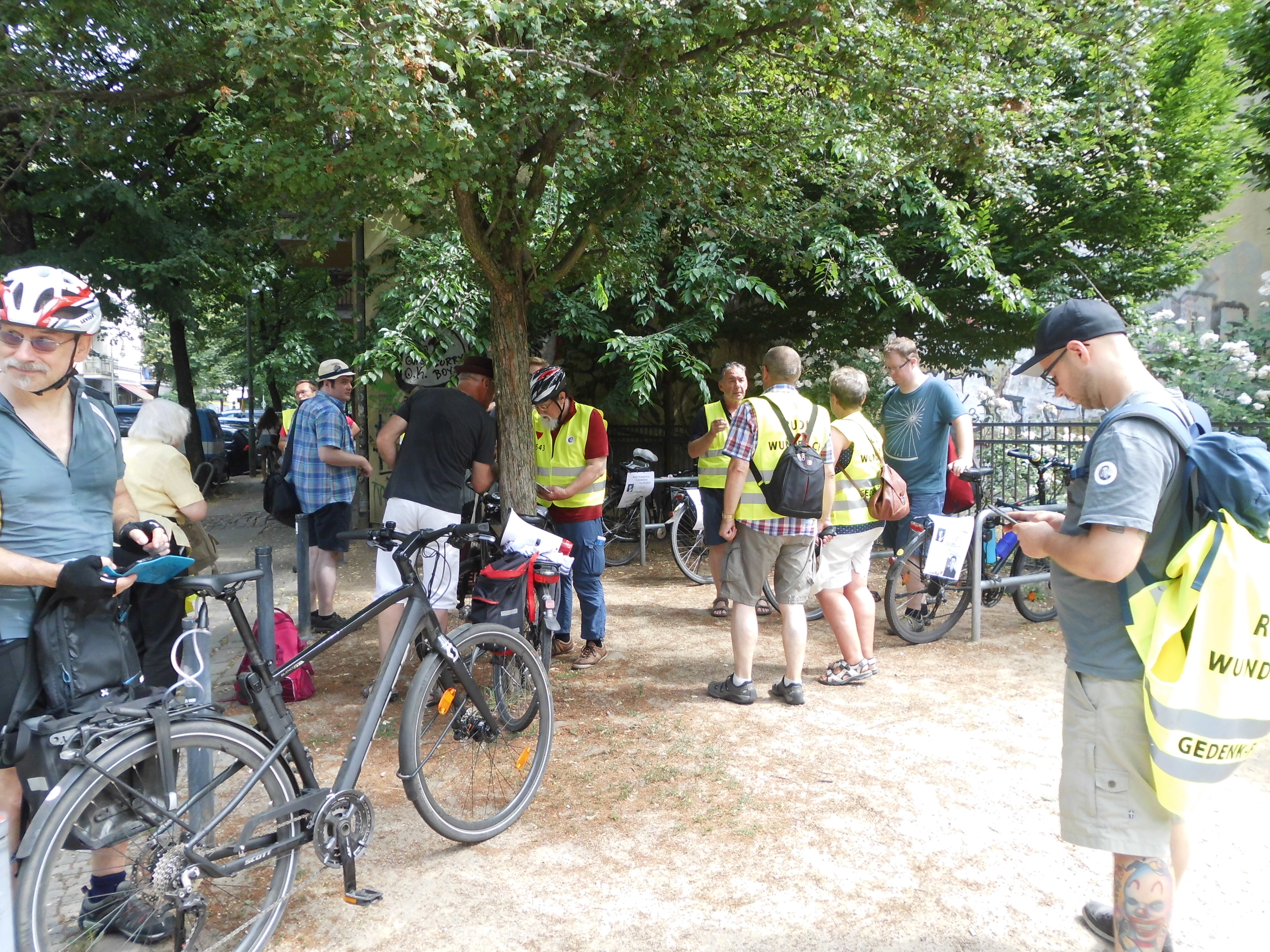
Rudi-Wunderlich-Gedenkfahrt 2018: Ankunft an der Schliemannstraße 9.

Die Initiative KZ-Außenlager Lichterfelde e.V. veranstaltet seit 2017 eine jährliche Rudi-Wunderlich-Gedenkfahrt zur Erinnerung an die geglückte Flucht am 10. Juni 1944. Sie führt vom ehemaligen Wirtschaftsverwaltungshauptamt zu Rudi Wunderlichs Unterschlupf in der Schliemannstraße.